# Géza von Horváth

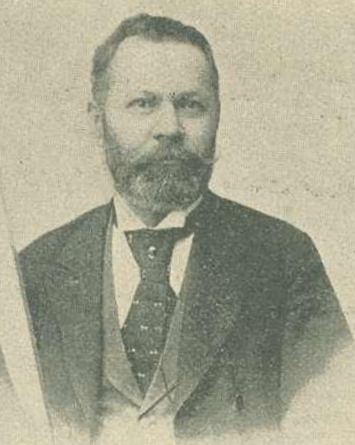
Géza von Horváth (1897)

Géza von Horváth (geboren 23. November 1847 in Csécs, Königreich Ungarn, heute Slowakei; gestorben 8. September 1937 in Budapest) war ein ungarischer Arzt und Insektenkundler.
Bereits während der Schulzeit in Kaschau hatte Horváth Gelegenheit, mit dem Naturwissenschaftler Ludwig Heinrich Jeitteles Insekten zu sammeln. Er studierte Medizin an der Universität Wien, wo er 1872 zum Dr. med. promoviert wurde. Nach einer vorübergehenden Tätigkeit als Assistent am Ungarischen Nationalmuseum in Budapest zog er nach Forró, wo er ab 1875 als Allgemeinmediziner praktizierte. Ab 1878 war Horváth als Bezirksarzt in Varannó tätig.
1880 erhielt Horváth vom ungarischen Landwirtschaftsministerium den Auftrag zum Aufbau einer wissenschaftlichen Station zur Bekämpfung der Reblausplage, was er erfolgreich umsetzte. 1896 kehrte er an das Nationalmuseum zurück und übernahm die Leitung der dortigen zoologischen Abteilung.
Horváth war seit 1877 Mitglied der Ungarischen Akademie der Wissenschaften und darin von 1919 bis 1934 Klassenpräsident. Sein wissenschaftliches Interesse lag vornehmlich in der Erforschung der Schnabelkerfen (Hemiptera) und insbesondere der Familie der Netzwanzen (Tingidae). 1884 begründete er die insektenkundliche Fachzeitschrift Rovartani Lapok. Die von seinem Freund Lajos Méhelÿ 1904 erstmals beschriebene Kroatische Gebirgseidechse benannte dieser ihm zu Ehren Lacerta horvathi  (heute: Iberolacerta horvathi).